# Tuta (futebolista nascido em 1999)
Lucas Silva Melo, mais conhecido apenas como Tuta (São Paulo, 4 de julho de 1999), é um futebolista brasileiro que atua como zagueiro. Atualmente joga no Al-Duhail.
Ele adquiriu o apelido devido à sua semelhança com o ex-futebolista brasileiro Moacir Bastos, que também é conhecido como Tuta.

## Carreira

### São Paulo
Nascido em São Paulo, Tuta foi formado desde a adolescência na base do São Paulo, no qual faturou vários títulos em todas as categorias. Por não ser muito alto, o garoto chegou a jogar um período como volante, o que aprimorou suas qualidades técnicas como zagueiro.
Em 2018, ele foi campeão do Campeonato Brasileiro de Aspirantes e chegou a treinar um período com o elenco profissional. Apesar de ter sido relacionado para algumas partidas, o defensor não entrou em campo. No ano seguinte, Tuta foi um dos destaques da conquista da Copa São Paulo de Futebol Júnior de 2019, no qual terminou com o São Paulo como campeão.

### Eintracht Frankfurt
No dia 29 de janeiro de 2019, Tuta foi vendido ao Eintracht Frankfurt, por um valor de  R$ 7,6 milhões por 70% e assinando um contrato até o final de junho de 2023.

#### KV Kortrijk (empréstimo)
Em 6 de agosto de 2019, Tuta foi emprestado ao clube belga KV Kortrijk, por um contrato de empréstimo de uma temporada. Ele fez sua estreia pelo KV Kortrijk no dia 24 de novembro, começando como titular na partida fora de casa contra o Anderlecht, que terminou com um empate em 0 a 0.[carece de fontes?] Marcou seu primeiro gol como profissional no dia 29 de fevereiro de 2020, em um empate fora de casa por 2 a 2 com o Zulte Waregem.[carece de fontes?]
Tuta fez 18 jogos e marcou um gol pelo KV Kortrijk até abril de 2020, quando a temporada foi encerrada mais cedo por conta da pandemia de COVID-19.[carece de fontes?]

#### Retorno ao Eintracht Frankfurt
Em meados de 2020, com o fim do seu contrato com o KV Kortrijk, Tuta voltou ao Eintracht Frankfurt para a disputa da Bundesliga de 2020–21. Sua estreia pelo clube alemão aconteceu em 3 de outubro, entrando como substituto em uma vitória em casa por 2 a 1 sobre o TSG Hoffenheim.
Depois que o capitão do Eintracht Frankfurt, David Abraham, saiu do clube em janeiro de 2021, Tuta se tornou titular da equipe, jogando na defesa junto com Evan Ndicka e Martin Hinteregger. Tuta marcou seu primeiro gol pelo Frankfurt no dia 30 de outubro de 2021, marcando o único gol da equipe no empate em casa por 1 a 1 contra o RB Leipzig, pela Bundesliga de 2021–22.
No dia 17 de maio de 2022, foi oficializada a renovação de contrato de Tuta pelo Eintracht Frankfurt, estendendo o seu contrato até junho de 2026. No dia seguinte, o São Paulo vendeu os 30% restantes de Tuta ao clube alemão, negociando uma porcentagem por mais de R$ 7 milhões, com direito a mais R$ 2,6 milhões caso o zagueiro seja vendido no futuro.

### Al-Duhail
Em 4 de agosto de 2025, Tuta foi anunciado como reforço do Al-Duhail, do Catar. O clube catari pagou ao Frankfurt cerca de 15 milhões de euros (R$ 96,2 milhões na cotação da época) para contratar o zagueiro brasileiro.

## Estilo de jogo
O estilo de jogo de Tuta o coloca como um zagueiro de bom toque para sair jogando, além de uma impulsão elogiada nas jogadas aéreas em meio a sua altura.

## Estatísticas
Atualizado até 19 de maio de 2022.

### Clubes
| Equipe              | Temporada         | Campeonato nacional | Campeonato nacional | Campeonato nacional | Copa nacional[a] | Copa nacional[a] | Copa nacional[a] | Competições continentais[b] | Competições continentais[b] | Competições continentais[b] | Outros torneios[c] | Outros torneios[c] | Outros torneios[c] | Total | Total | Total   |
| Equipe              | Temporada         | Jogos               | Gols                | Assist.             | Jogos            | Gols             | Assist.          | Jogos                       | Gols                        | Assist.                     | Jogos              | Gols               | Assist.            | Jogos | Gols  | Assist. |
| ------------------- | ----------------- | ------------------- | ------------------- | ------------------- | ---------------- | ---------------- | ---------------- | --------------------------- | --------------------------- | --------------------------- | ------------------ | ------------------ | ------------------ | ----- | ----- | ------- |
| São Paulo           | 2018              | 0                   | 0                   | 0                   | —                | —                | —                | —                           | —                           | —                           | —                  | —                  | —                  | 0     | 0     | 0       |
| São Paulo           | Total             | 0                   | 0                   | 0                   | 0                | 0                | 0                | 0                           | 0                           | 0                           | 0                  | 0                  | 0                  | 0     | 0     | 0       |
| Eintracht Frankfurt | 2018–19           | 0                   | 0                   | 0                   | —                | —                | —                | —                           | —                           | —                           | —                  | —                  | —                  | 0     | 0     | 0       |
| Eintracht Frankfurt | 2020–21           | 19                  | 0                   | 0                   | 1                | 0                | 0                | —                           | —                           | —                           | —                  | —                  | —                  | 20    | 0     | 0       |
| Eintracht Frankfurt | 2021–22           | 26                  | 4                   | 0                   | 1                | 0                | 0                | 11                          | 0                           | 0                           | —                  | —                  | —                  | 38    | 4     | 0       |
| Eintracht Frankfurt | Total             | 45                  | 4                   | 0                   | 2                | 0                | 0                | 11                          | 0                           | 0                           | 0                  | 0                  | 0                  | 58    | 4     | 0       |
| KV Kortrijk         | 2019–20           | 14                  | 1                   | 0                   | 4                | 0                | 0                | —                           | —                           | —                           | —                  | —                  | —                  | 18    | 1     | 0       |
| KV Kortrijk         | Total             | 14                  | 1                   | 0                   | 4                | 0                | 0                | 0                           | 0                           | 0                           | 0                  | 0                  | 0                  | 18    | 1     | 0       |
| Total na carreira   | Total na carreira | 59                  | 5                   | 0                   | 6                | 0                | 0                | 11                          | 0                           | 0                           | 0                  | 0                  | 0                  | 76    | 5     | 0       |

- a. ^ Jogos da Copa da Bélgica e da Copa da Alemanha
- b. ^ Jogos da Liga Europa da UEFA
- c. ^ Jogos de outros torneios

## Títulos

### Clubes
São Paulo (Categorias de base)
- Copa do Brasil Sub-20: 2018
- Campeonato Brasileiro Sub-23: 2018
- Supercopa do Brasil Sub-20: 2018
- Copa São Paulo de Futebol Júnior: 2019

Eintracht Frankfurt
- Liga Europa da UEFA: 2021–22